# Лінія Гаммерсміт-енд-Сіті
Лінія Гаммерсміт-енд-Сіті (англ. Hammersmith & City) — лінія лондонського метрополітену, прокладена між станціями Гаммерсміт та Баркінг. Лінія позначена на схемі лондонського метрополітену рожевим кольором. Лінія завдовжки 25,5 км обслуговує 29 станцій. Між станціями Фаррінгдоном та Олдгейт-Іст прямує під Лондонським Сіті, звідси і назва лінії. Тунелі мілкого закладення. Більшість перегонів і всі станції використовуються спільно з однією або декількома лініями: Дистрикт, Кільцева, Метрополітен, 2011/12 перевезено 114.6 мільйонів пасажирів.
10 січня 1863 року Metropolitan Railway відкрила трафік першим підземним залізничним маршрутом у світі між Паддінгтоном та Фаррінгдоном. Наступного року була відкрита залізниця на захід від Паддінгтону до Гаммерсміту, яка незабаром була під спільною орудою  «Metropolitan» та Great Western Railway. Лінія була розширена на схід, поетапно, до 1884 року до Східно-Лондонської залізниці. Лінія була електрифікована в 1906 році, а в 1936 році, після того, як Metropolitan Railway була поглинена  London Passenger Transport Board, лінія Гаммерсміт-енд-Сіті була продовжена маршрутом колишньої District Railway до Баркінга. На схемах метро Лінія Гаммерсміт-енд-Сіті до 1990 року була зображена як частина лінії Метрополітен, з 1990 року — окрема лінія.

## Рухомий склад
Потяги є частиною лінії Bombardier Movia, мають максимальну швидкість 100 км/год. Поїзд S з 7 вагонів має пасажиромісткість 865 пасажирів проти 739 для заміненого поїзда з 6 вагонів C-класу. З довжиною 117 метрів потяги S Stock на 24 метри довші, ніж 93-метровий потяг C stock, через це платформи на станціях були подовжені.

## Депо
Депо лінії знаходиться у Гаммерсміті, неподалік від станції Гаммерсміт, побудованої Great Western Railway на початку 20 ст.

## Список станцій
| Станція                  | Фото | Відкриття      | Додаткова інформація | Розташування                                                          |
| ------------------------ | --- | -------------- | --- | --------------------------------------------------------------------- |
| Гаммерсміт               | A brown-bricked building with a rectangular, blue sign reading "HAMMERSMITH STATION" in white letters all under a grey sky | 13 червня 1864 | Відкриття на сьогоденному місці 1 грудня 1868 року. | 51°29′39″ пн. ш. 000°13′30″ зх. д. / 51.49417° пн. ш. 0.22500° зх. д. |
| Голдгок-роуд             | An entrance under a railway brick viaduct with a blue sign reading "GOLDHAWK ROAD STATION" in white letters and two women walking in front all under a grey sky | 1 квітня 1914  | | 51°30′07″ пн. ш. 000°13′37″ зх. д. / 51.50194° пн. ш. 0.22694° зх. д. |
| Шепгердс-Буш-маркет      | A railway on a brick viaduct crosses a road on a steel bridge, with an entrance below a blue sign reading "SHEPHERD'S BUSH MARKET STATION" in white letters | 13 червня 1864 | Відкриття на сьогоденному місці 1 квітня 1914. Перейменовано з "Шеффердс-Буш" у 2008. | 51°30′21″ пн. ш. 000°13′35″ зх. д. / 51.50583° пн. ш. 0.22639° зх. д. |
| Вуд-лейн                 | A silver metal and glass building with a blue sign with "WOOD LANE STATION" in white letters | 12 жовтня 2008 | [ 8 ] | 51°30′35″ пн. ш. 000°13′27″ зх. д. / 51.50972° пн. ш. 0.22417° зх. д. |
| Летімер-роуд             | A railway on a brick viaduct crosses a road, an entrance in the brickwork below a sign reading "LATIMER ROAD STATION" | 16 грудня 1868 | Зачинена 17 січня — 1 серпня 2011 на реконструкцію | 51°30′50″ пн. ш. 000°13′02″ зх. д. / 51.51389° пн. ш. 0.21722° зх. д. |
| Ледброк-гроув            | A brick building with an entrance below a sign reading "LADBROKE GROVE STATION". Three people are in a group outside the entrance | 13 червня 1864 | Відкрито як Ноттінг-гілл, перейменовано на Ноттінг-гілл-енд-Ледброк-гроув у 1880, Ледброк-гроув (Норт-Кенсінгтон) у 1919 та Ледброк-гроув у 1938. | 51°31′02″ пн. ш. 000°12′38″ зх. д. / 51.51722° пн. ш. 0.21056° зх. д. |
| Вестборн-парк            | A dirty, white-bricked building with a rectangular, dark blue sign reading "WESTBOURNE PARK STATION" in white letters all under a blue sky | 1 лютого 1866  | Відкриття на сьогоденному місці 1 листопада 1871,, станція Great Western main-line до 1992. | 51°31′16″ пн. ш. 000°12′04″ зх. д. / 51.52111° пн. ш. 0.20111° зх. д. |
| Роял-Оук                 | A brown-bricked building with a rectangular, dark blue sign reading "ROYAL OAK STATION" in white letters all under a light blue sky | 30 жовтня 1871 | Як станція Great Western main-line до 1934. | 51°31′09″ пн. ш. 000°11′17″ зх. д. / 51.51917° пн. ш. 0.18806° зх. д. |
| Паддінгтон               | A platform with several people waiting for a train. A white square sign has a London Underground roundel with "PADDINGTON" in the centre. To the right there is a track with fourth track electrification and on an adjacent track a blue multiple unit train with red doors waits. | 10 січня 1863  | Відкрита як Паддінгтон (Бішопс-роуд), перейменована в 1948. Пересадки на лінії Бейкерлоо, Кільцева та Дистрикт та залізничну станцію Паддінгтон | 51°31′07″ пн. ш. 000°10′46″ зх. д. / 51.51861° пн. ш. 0.17944° зх. д. |
| Еджвар-роуд              | A tan-coloured building with brown-framed windows and a sign reading "METROPOLITAN EDGWARE ROAD STATION RAILWAY" in brown letters | 10 січня 1863  | Пересадка на потяги ліній Кільцева, Дистрикт | 51°31′12″ пн. ш. 000°10′04″ зх. д. / 51.52000° пн. ш. 0.16778° зх. д. |
| Бейкер-стріт             | A street filled with people in front of a light grey building that has variously coloured signs protruding from it stating a variety of different things | 10 січня 1863  | Пересадка на потяги ліній Бейкерлоо, Джубилі та Метрополітен. | 51°31′19″ пн. ш. 000°09′25″ зх. д. / 51.52194° пн. ш. 0.15694° зх. д. |
| Грейт-Портленд-стріт     | A beige-bricked building with a blue sign reading "GREAT PORTLAND STREET STATION" in white letters all under a blue sky with white clouds | 10 січня 1863  | Відкрита як «Портленд-роуд», перейменована на «Грейт-Портленд-стріт» у 1917. Мала назву «Грейт-Портленд-стріт-енд-Риджентс-парк» в 1923–33. | 51°31′26″ пн. ш. 000°08′38″ зх. д. / 51.52389° пн. ш. 0.14389° зх. д. |
| Юстон-сквер              | A building covered in windows with a blue sign reading "EUSTON SQUARE STATION" in white letters all under a blue sky with white clouds | 10 січня 1863  | Відкрита як «Гавер-стріт» та перейменована в 1909. Пересадки на залізничну станцію Юстон. | 51°31′33″ пн. ш. 000°08′09″ зх. д. / 51.52583° пн. ш. 0.13583° зх. д. |
| Кінгс-кросс-Сент-Панкрас | Beneath a blue sign reading "KING'S CROSS ST. PANCRAS UNDERGROUND STATION several people exit from an entrance leading to steps down. To the right there are silver doors under a sign reading "Lift". The sky is overcast, above the entrance is a dark blue temporary building | 10 січня 1863  | Відкрита як «Кінгс-кросс», перейменована на «Кінгс-кросс-енд-Сент-Панкрас» в 1925 та «Кінгс-кросс-Сент-Панкрас» в 1933. Відкрито на цьому місці in 1941 Пересадки на Північну, Пікаділлі, Вікторія та на залізничні станції Сент-Панкрас, Кінгс-кросс | 51°31′49″ пн. ш. 000°07′27″ зх. д. / 51.53028° пн. ш. 0.12417° зх. д. |
| Фаррінгдон               | A street view of a pale stone two storey building. Across the top of the building signs read "FARRINGDON & HIGH HOLBORN STATION" and "METROPOLITAN RAILWAY" in gold colour lettering. At ground level a canopy extends into the street around a blue sign reads "FARRINGDON STATION" with the London Underground roundel and National Rail symbols, and just above an entrance is a gold lettering reading "ENTRANCE". Either side of the entrance are shops, bicycles are in bicycle stands and people are walking on the pavement in front of the building | 10 січня 1863  | Відкрита як «Фаррінгдон-стріт». Відкрито на цьому місці у 1865. Перейменовано на «Фаррінгдон-енд-Хай-Голборн» в 1922 та Фаррінгдон в 1936. Пересадка на потяги Thameslink.                                                                            | 51°31′12″ пн. ш. 000°06′19″ зх. д. / 51.52000° пн. ш. 0.10528° зх. д. |
| Барбікан                 | Across a road with a London taxi and a car is an entrance. This has people standing in it and above is a blue rectangular sign reading "BARBICAN STATION" in white and above this is a bridge linking the building | 23 грудня 1865 | Відкрита як «Олдерсгейт-стріт», у 1910 перейменовано на «Олдерсгейт», в 1923 — на «Олдерсгейт-енд-Барбікан», в 1968 — на «Барбікан». | 51°31′13″ пн. ш. 000°05′52″ зх. д. / 51.52028° пн. ш. 0.09778° зх. д. |
| Моргейт                  | Across a street and behind black bollards is a brick building of at least two storeys. The ground floor is stone coloured and two people are standing in a dark entrance beneath a blue rectangular sign reading "MOORGATE STATION" in white. Above this, attached to be wall at 90 degrees is a white rectangular sign with the National Rail logo and London Underground roundel. Above this, below three windows, blue lettering reads "MOORGATE STATION"                                                                                                 | 23 грудня 1865 | відкрита як «Моргейт-стріт», сьогоденна назва з 1924. Пересадка на Північну лінію та приміську Northern City Line | 51°31′07″ пн. ш. 000°05′19″ зх. д. / 51.51861° пн. ш. 0.08861° зх. д. |
| Ліверпуль-стріт          | The end of a brick building with arched windows and sloping roofs lies between two towers with steeples. In front of this is a white metal and glass structure. People are standing and walking in the street in front. | 11липня 1875   | Лютий — липень 1875 використовувалась як залізнична. Пересадка на потяги ліній Центральна, Кільцева та залізничну станцію «Ліверпуль-стріт» | 51°31′04″ пн. ш. 000°04′59″ зх. д. / 51.51778° пн. ш. 0.08306° зх. д. |
| Олдгейт-Іст              | In the middle of building works a glass doors show banisters leading down beneath a sign reading "ALDGATE EAST STATION", this beneath a canopy supported on four girders. | 6 жовтня 1884  | Пересадка на лінію Дистрикт. На сьогоденному місці з 1938. | 51°30′55″ пн. ш. 000°04′20″ зх. д. / 51.51528° пн. ш. 0.07222° зх. д. |
| Вайтчепел                | Two entrances on the ground floor of what looks like a terraced house between a shop with green sign reading "Fresh" and a building with a sign reading "Lecture Hall" above a door | 6 жовтня 1884  | Пересадка на потяги London Overground. Відкрито як «Вайтчепл (Майл-Енд)», перейменовано у 1901.. | 51°31′08″ пн. ш. 000°03′40″ зх. д. / 51.51889° пн. ш. 0.06111° зх. д. |
| Степні-Грін              | A brick building under a slate roof with a pale front; two arched doorways on the left and four arched windows to the right, above which a rectangular, dark blue sign reading "STEPNEY GREEN STATION" in white letters | 23 червня 1902 | Обслуговує лінію Metropolitan з 1941. | 51°31′19″ пн. ш. 000°02′47″ зх. д. / 51.52194° пн. ш. 0.04639° зх. д. |
| Майл-Енд                 | A grey-bricked building with a rectangular, dark blue sign reading "MILE END STATION" in white letters all under a light blue sky with white clouds | 2 червня 1902  | кросплатформова пересадка на Центральну лінію. | 51°31′30″ пн. ш. 000°01′59″ зх. д. / 51.52500° пн. ш. 0.03306° зх. д. |
| Боу-роуд                 | A red-bricked building with a blue sign reading "BOW ROAD STATION" in white letters and a tree in the foreground all under a blue sky with white clouds | 11 червня 1902 | Залізнична станція відкрита в 1876 на сьогоденному місці з 1892. Обслуговує лінію Metropolitan з 1936, Залізнична станція зачинена в 1947. | 51°31′38″ пн. ш. 000°01′29″ зх. д. / 51.52722° пн. ш. 0.02472° зх. д. |
| Бромлі-бай-Боу           | A squat bricked building behind a concrete wall with a dark blue sign reading "BROMLEY-BY-BOW STATION" in white letters | 2 червня 1902  | Відкрита у складі LT&SR у 1894, під назвою «Бромлі», трафік на LT&SR закрито в 1940 і перейменовано в 1967. | 51°31′26″ пн. ш. 000°00′41″ зх. д. / 51.52389° пн. ш. 0.01139° зх. д. |
| Вест-Гем                 | A brown-bricked building with a large, grey sign reading "WEST HAM" in white letters and four people in front all under a light grey sky | 2 червня 1902  | Пересадка на лінії Джубилі DLR, та National Rail. Мала назву Вест-Гам (Менор-роад) у 1924 — 1969, обслуговувала лінію Метрополітен з 1941, припинення трафіку Метрополітен та LT&SR з 1994                                                            | 51°31′41″ пн. ш. 000°00′14″ сх. д. / 51.52806° пн. ш. 0.00389° сх. д. |
| Плейстоу                 | A red bricked cube shaped building with a rectangular, dark blue sign reading "PLAISTOW STATION" in white letters and people walking on the pavement in front | 2 червня 1902  | Станція LT&SR з 1858 Metropolitan service began in 1936. | 51°31′53″ пн. ш. 000°01′02″ сх. д. / 51.53139° пн. ш. 0.01722° сх. д. |
| Аптон-парк               | A red-and-brown bricked building with a rectangular, dark blue sign reading "UPTON PARK STATION" in white letters all under a light blue sky | 2 червня 1902  | Станція LT&SR з 1877. Обслуговує лінію Metropolitan з 1936. | 51°32′06″ пн. ш. 000°02′04″ сх. д. / 51.53500° пн. ш. 0.03444° сх. д. |
| Іст-Гем                  | A red- and brown-bricked building with a blue sign reading "EAST HAM STATION" in white letters and people walking in front all under a white sky | 2 червня 1902  | Залізнична станція відкрита в 1858. Обслуговує лінію Metropolitan з 1936. | 51°32′20″ пн. ш. 000°03′06″ сх. д. / 51.53889° пн. ш. 0.05167° сх. д. |
| Баркінг                  | A glass and steel building with a canopy, a row of shops at ground level. There is a bus waiting at a bus stop in front of the building, and cars waiting with people. A sign above an entrance readings "Barking" with symbols for National Rail and London Underground. | 2 червня 1902  | Пересадка на потяги National Rail та London Overground. Станція LT&SR відкрита у 1854. Припинення трафіку District Railway 1905–1908. Обслуговує лінію Metropolitan з 1936.                                                                           | 51°32′21″ пн. ш. 000°04′54″ сх. д. / 51.53917° пн. ш. 0.08167° сх. д. |